# Acyr Marques
Acyr Marques da Cruz, mais conhecido como Acyr Marques, (Rio de Janeiro, 25 de setembro de 1953 — Rio de Janeiro, 20 de abril de 2019) foi um compositor de música popular brasileira. Compôs várias músicas para o seu irmão Arlindo Cruz.

## Biografia
Filho do músico e policial Arlindo Domingos da Cruz e de Aracir Marques da Cruz. Afilhado do cantor e compositor Candeia, e de Valtenir Cruz. Irmão mais velho do cantor e compositor Arlindo Cruz. Pai da cantora Débora Cruz. Pertenceu à Ala de Compositores da escola de samba Império Serrano. Trabalhou como motorista de ônibus. Acyr começou a carreira de compositor no início dos anos 1980, atuando em parceria com irmão Arlindo. Compôs grandes sucessos como "Casal Sem Vergonha", em parceria com o irmão Arlindo; "Coisa de Pele", com Jorge Aragão; "Fogueira de Uma Paixão", interpretada por Leci Brandão; "Insensato Destino", famosa na voz de Almir Guineto; "Ninguém Merece", gravada por Zeca Pagodinho; e "Dor de Amor", registrada por Beth Carvalho.

## Composições
- Entre as composições mais famosas estão:
- Casal sem-vergonha (c/ Arlindo Cruz)
- Coco partido (c/ Franco e Arlindo Cruz)
- Coisa de pele (c/ Jorge Aragão)
- Coração brasileiro (c/ Franco e Arlindo Cruz)
- Desta vez é amor (c/ Marquinhos PQD e Aluízio Machado)
- Dor de amor (c/ Zeca Pagodinho e Arlindo Cruz)
- Ela não entendeu (c/ Arlindo Cruz)
- Escorregar não é cair (c/ Carlos Sapato e Jorge Tetê)
- Fogueira de uma paixão (c/ Arlindo Cruz e Luiz Carlos da Vila)
- Hino da noite (c/ Sombrinha e Arlindo Cruz)
- Império Serrano, um ato de amor (c/ Arlindo Cruz, Bicalho e Aluízio Machado)
- Insensato destino (c/ Chiquinho e Maurício Lins)
- Já é ou já era (Arlindo Cruz e Maurição)
- Me deixa (c/ Serginho Procópio e Marquinhos PQD)
- Meu negócio é pagodear (c/ Carlos Sapato e Arlindo Cruz)
- Ninguém merece (c/ Jorge David e Acyr Marques)
- Nova mobília, velho fogão (c/ Luiz Carlos da Vila)
- Partido-alto mora no meu coração (c/ Sombrinha e Arlindo Cruz)
- Pra que tanta marra (c/ Sombrinha e Almir Guineto)
- Pra ser lembrado depois (c/ Arlindo Cruz e Aluísio Machado)
- Pura semente (c/ Arlindo Cruz)
- Que pecado (c/ Arlindo Cruz e Zeca Pagodinho)
- Resumo (c/ Zé Roberto)
- Sambista de fato (c/ Aluísio Machado)
- Saudade louca (c/ Franco e Arlindo Cruz)
- Senhor cidadão (c/ Adalto Magalha)
- Vim pra dizer que te amo
- Vizinha faladeira (c/ Luiz Carlos da Vila e Arlindo Cruz)

## Morte
Acyr morreu no sábado, dia 20 de abril de 2019, aos 65 anos. O músico teve um infarto quando estava em casa no bairro de Cascadura, na zona norte do Rio.